# 타나 (프로게이머)
타나(본명: 이상욱, 1999년 12월 11일 ~ )는 대한민국의 리그 오브 레전드 프로게이머로 아이디는 TaNa이다. 포지션은 탑이다. 프로게이머 로컨의 친동생으로 알려져 있다.

## 선수 생활
2017년 5월 4일 리버스 게이밍에 입단하면서 프로 커리어를 시작했다. 이후 HOU 게이밍에서 활동했다.
2019시즌을 앞두고 진에어 그린윙스에 입단했다. 2019시즌에서는 린다랑의 서브 선수로 활동했다.
2020시즌을 앞두고 팀이 챌린저스로 강등되면서 챌린저스에서 뛰게 되었다. 스프링 시즌 팀의 주전으로 활동하면서 좋은 모습을 보여주었지만 팀의 챌린저스 승강전행을 막지 못했다. 하지만 팀은 잔류에 성공했다. 서머 시즌에서도 좋은 활약을 이어나가면서 팀의준우승에 기여했다.
2021년 5월 6일, 프레딧 브리온의 2군팀에 입단했다. 2021시즌 종료 후 팀에서 퇴단했다.

## 소속팀
| # | 팀명            | 소속 기간             | 소속 리그 | 비고 |
| - | --------------- | --------------------- | --------- | ---- |
| 1 | 리버스 게이밍   | 2017.05.04~2017.12.16 | 아마추어  |      |
| 2 | HOU 게이밍      | 2017.12.17~2018.05.04 | 아마추어  |      |
| 3 | 진에어 그린윙스 | 2018.11.26~2020.11.17 | LCK CK    |      |
| 4 | 프레딧 브리온   | 2021.05.06~2021.11.12 | LCK       |      |

## 수상 내역
- 리그 오브 레전드 챌린저스 코리아 서머 2020 준우승
- 리그 오브 레전드 챌린저스 코리아 서머 2020 올프로 퍼스트팀